# Гилберт (кратер на Марс)
Вижте пояснителната страница за други значения на Гилберт.
Гилберт е голям марсиански кратер, разположен в южната част на планетата в района на Прометей тера. Той е един от няколко по-големи кратера, разположени в планински регион. Диаметърът на кратера Гилберт е 126 km.
Кратерът е наименуван през 1973 г. на американския геолог Гров Карл Гилберт.